# Xysticus quagga
Xysticus quagga är en spindelart som beskrevs av Rudy Jocqué 1977. Xysticus quagga ingår i släktet Xysticus och familjen krabbspindlar.
Artens utbredningsområde är Marocko. Inga underarter finns listade i Catalogue of Life.